# Aulonemia viscosa
Aulonemia viscosa är en gräsart som först beskrevs av Albert Spear Hitchcock, och fick sitt nu gällande namn av Mcclure. Aulonemia viscosa ingår i släktet Aulonemia och familjen gräs.
Artens utbredningsområde är Costa Rica. Inga underarter finns listade i Catalogue of Life.